# Saint-Amand (Manche)
Pour les articles homonymes, voir Saint-Amand.
Saint-Amand est une ancienne commune française du département de la Manche et de la région Normandie, peuplée de 2 284 habitants.

## Géographie
La commune est en pays saint-lois. Le bourg de Saint-Amand forme avec celui de son ancien chef-lieu de canton Torigni-sur-Vire, limitrophe à l'ouest, une unité urbaine. Les deux communes ont chacune une population équivalente comprise entre 2 000 et 2 500 habitants. L'atlas de paysages de la Basse-Normandie place entièrement la commune dans l'unité du Bocage en tableaux caractérisée par « une série de vallées parallèles sud-ouest/nord-est » aux « amples tableaux paysagers ». Couvrant 2 920 hectares, le territoire de Saint-Amand est le plus étendu de l'ancien canton.
Le sud du bourg longe la route départementale no 13 qui le relie à celui de Torigni où elle croise la D 974 (ancien tracé de la route nationale 174) qui borde l'ouest du territoire. La D 13 mène à l'est à Caumont-l'Éventé. Partant du bourg, la D 34 conduit au carrefour de l'Embranchement en forêt de Cerisy vers le nord-est. Une voie de contournement (la D 53), au nord du bourg et partant de l'est, permet de relier la D 13 à la nationale 174. Outre la D 34, elle croise la D 59 qui permet de rejoindre le bourg de La Chapelle-du-Fest et Saint-Jean-des-Baisants au nord. Le territoire étendu est parcouru par plusieurs autres départementales plus modestes permettant de joindre les localités proches. L'échangeur 40 de l'A84, à Guilberville, est à 8 km au sud.
Le territoire est dans le bassin de la Vire par son affluent le Hamel ou ruisseau de Précorbin qui traverse brièvement le territoire au nord-ouest. Le reste du territoire est partagé entre les bassins de deux des affluents de ce dernier : le ruisseau de Balençon pour la moitié nord et le ruisseau de Saint-Symphorien pour la moitié sud. À l'est, une étroite bordure livre ses eaux dans le bassin de la Drôme, autre sous-affluent du fleuve côtier.
Le point culminant (217 / 218 m) se situe au sud-est, près du lieu-dit la Varende, sur le territoire de Saint-Symphorien-les-Buttes. La cote de 216 m est également atteinte en limite sud. Le point le plus bas (42 / 43 m) correspond à la sortie du territoire de La Chapelle-du-Fest du ruisseau du Hamel, court affluent de la Vire, au nord-ouest. La commune est bocagère.
Le climat est océanique, comme dans tout l'Ouest de la France. La station météorologique la plus proche est Caen-Carpiquet, à 41 km, mais Granville-Pointe du Roc est à 50 km. Le Saint-Lois s'en différencie toutefois pour la pluviométrie annuelle qui, à Saint-Amand, avoisine les 950 mm.
| Saint-Jean-d'Elle (comm. dél. de Saint-Jean-des-Baisants), Condé-sur-Vire | Saint-Jean-d'Elle (comm. dél. de Précorbin)                 | Biéville, Le Perron                                             |
| Condé-sur-Vire, Torigny-les-Villes (comm. dél. de Torigni-sur-Vire)       | Saint-Amand                                                 | Placy-Montaigu                                                  |
| Torigny-les-Villes (comm. dél. de Torigni-sur-Vire)                       | Torigny-les-Villes (comm. dél. de Giéville et Guilberville) | Placy-Montaigu, Torigny-les-Villes (comm. dél. de Guilberville) |

## Toponymie
Le nom de la localité est attesté sous la forme ecclesia Sancti Amamli en 1032.
Le toponyme honore Amand de Maastricht, évangélisateur du nord de la Gaule au VIIe siècle[réf. à confirmer].
Le gentilé est Saint-Amandais.
La paroisse de Saint-Symphorien-les-Buttes était dédiée à Symphorien d'Autun, martyr chrétien du IIe siècle. Saint-Symphorien-les-Buttes s'appelait simplement Saint-Symphorien avant 1921.
Le nom de la localité de La Chapelle-du-Fest est attesté sous la forme Capelle de Festo vers 1350. Ce toponyme serait dû à la position de la chapelle sur une ligne de faîte (ancien français fest) entre deux ruisseaux.

## Histoire
En 1973, Saint-Amand (1 083 habitants en 1968) absorbe La Chapelle-du-Fest (119 habitants) et Saint-Symphorien-les-Buttes (119 habitants également),, qui ont gardé jusqu'en 2017 le statut de communes associées.
Le 1er janvier 2017 elle fusionne avec Placy-Montaigu pour former la commune nouvelle de Saint-Amand-Villages.

## Politique et administration

### Tendances politiques et résultats
- Les électeurs de la commune placent Marie-Pierre Fauvel et Michel de Beaucoudrey (Divers droite) en tête au premier et au second tour des élections départementales de 2015[12]
- Les électeurs de la commune placent Nicolas Bay (Liste du Front national) en tête au premier tour des élections régionales de 2015[13] et Hervé Morin (Liste d'Union de la droite) en tête au second tour.

## Politique et administration

### Liste des maires
| Période                                  | Période                  | Identité                  | Étiquette | Qualité                                                                                           |
| ---------------------------------------- | ------------------------ | ------------------------- | --------- | ------------------------------------------------------------------------------------------------- |
| 1790                                     | 1791                     | Pierre Le Bis             |           |                                                                                                   |
|                                          | 1795                     | Pierre Mottet             |           |                                                                                                   |
| 1795                                     | 1798                     | Jean-Baptiste Gaillard    |           |                                                                                                   |
| 1798                                     | 1800                     | Pierre Mottet             |           |                                                                                                   |
| 1800                                     | 1808                     | François Delangle         |           |                                                                                                   |
| 1808                                     | 1815                     | Jacques Le Monnier        |           |                                                                                                   |
| 1815                                     | 1827                     | François Delangle         |           |                                                                                                   |
| 1827                                     | 1830                     | Louis de la Perelle       |           |                                                                                                   |
| 1830                                     | 1843                     | Pierre Gaillard           |           |                                                                                                   |
| 1843                                     | 1865                     | Jean-Paul Pezeril         |           |                                                                                                   |
| 1865                                     | mai 1868 (décès)         | François Louis Ruel       |           |                                                                                                   |
| 1868                                     | 1870                     | Robert Daligaux           |           |                                                                                                   |
| 1870                                     | 1873                     | Jean Duchemin             |           | Propriétaire                                                                                      |
| 1873                                     | 1876                     | Jean-Paul Pezeril         |           |                                                                                                   |
| 1876                                     | janvier 1879 (décès)     | Jean Duchemin             |           | Propriétaire                                                                                      |
| 1879                                     | 1892                     | Jean-Baptiste Lefoulon    |           |                                                                                                   |
| 1892                                     | 1904                     | Jean-Charles Lescot       |           |                                                                                                   |
| 1904                                     | 1927                     | Jean Désiré Ecolasse      |           |                                                                                                   |
| 1927                                     | septembre 1937 (décès)   | Fulgence Lavalley         |           | Délégué cantonal Adjoint au maire (1919 → 1927) Officier d'Académie, chevalier du Mérite agricole |
| 1937                                     | mai 1953                 | Alfred Guernier           |           |                                                                                                   |
| mai 1953                                 | octobre 1961 (décès)     | Albert Chatel (1896-1961) |           |                                                                                                   |
| décembre 1961                            | octobre 1966 (démission) | Jules Renouf              |           |                                                                                                   |
| octobre 1966                             | mars 2001                | André Sénécal (1926-2007) |           | Agriculteur Adjoint au maire (1961 → 1966)                                                        |
| mars 2001                                | mars 2014                | Bernard Brun              | DVD       | Militaire retraité Officier de l'Ordre national du Mérite (2010)                                  |
| mars 2014                                | décembre 2016            | Jean Lebouvier            | UDI       | Artisan du bâtiment retraité                                                                      |
| Les données manquantes sont à compléter. |                          |                           |           |                                                                                                   |

Le conseil municipal était composé de dix-neuf membres dont le maire et cinq adjoints. L'un de ces conseillers était maire délégué de la commune associée de La Chapelle-du-Fest, un autre était maire délégué de celle de Saint-Symphorien-les-Buttes.

### Liste des maires délégués
| Période                                  | Période  | Identité       | Étiquette | Qualité                      |
| ---------------------------------------- | -------- | -------------- | --------- | ---------------------------- |
| janvier 2017                             | mai 2020 | Jean Lebouvier | UDI       | Artisan du bâtiment retraité |
| mai 2020                                 | En cours | Gilles Goulhot |           | Retraité                     |
| Les données manquantes sont à compléter. |          |                |           |                              |

## Population et société

### Démographie
L'évolution du nombre d'habitants est connue à travers les recensements de la population effectués dans la commune depuis 1793. À partir du 1er janvier 2009, les populations légales des communes sont publiées annuellement dans le cadre d'un recensement qui repose désormais sur une collecte d'information annuelle, concernant successivement tous les territoires communaux au cours d'une période de cinq ans. 
Pour les communes de moins de 10 000 habitants, une enquête de recensement portant sur toute la population est réalisée tous les cinq ans, les populations légales des années intermédiaires étant quant à elles estimées par interpolation ou extrapolation. Pour la commune, le premier recensement exhaustif entrant dans le cadre du nouveau dispositif a été réalisé en 2008,.
En 2021, la commune comptait 2 284 habitants, en évolution de −2,85 % par rapport à 2015 (Manche : +0,44 %, France hors Mayotte : +2,49 %).
Saint-Amand avait compté jusqu'à 1 485 habitants en 1806 puis la population était redescendue à 944 (1921). Le précédent maximum fut dépassé en 1982 (1 533 habitants, après la fusion des trois communes). La Chapelle-du-Fest avait atteint son maximum démographique en 1821-1831 (222 habitants) et Saint-Symphorien en 1831 également (352 habitants).
| 1793  | 1800  | 1806  | 1821  | 1831  | 1836  | 1841  | 1846  | 1851  |
| ----- | ----- | ----- | ----- | ----- | ----- | ----- | ----- | ----- |
| 1 365 | 1 372 | 1 485 | 1 361 | 1 357 | 1 409 | 1 402 | 1 379 | 1 372 |

| 1856  | 1861  | 1866  | 1872  | 1876  | 1881  | 1886  | 1891  | 1896  |
| ----- | ----- | ----- | ----- | ----- | ----- | ----- | ----- | ----- |
| 1 300 | 1 279 | 1 253 | 1 231 | 1 243 | 1 208 | 1 170 | 1 206 | 1 144 |

| 1901  | 1906  | 1911  | 1921 | 1926  | 1931  | 1936  | 1946  | 1954  |
| ----- | ----- | ----- | ---- | ----- | ----- | ----- | ----- | ----- |
| 1 058 | 1 068 | 1 072 | 944  | 1 044 | 1 120 | 1 102 | 1 073 | 1 080 |

| 1962  | 1968  | 1975  | 1982  | 1990  | 1999  | 2008  | 2013  | 2018  |
| ----- | ----- | ----- | ----- | ----- | ----- | ----- | ----- | ----- |
| 1 031 | 1 083 | 1 247 | 1 535 | 1 805 | 2 003 | 2 211 | 2 366 | 2 268 |

| 2019  | - | - | - | - | - | - | - | - |
| ----- | - | - | - | - | - | - | - | - |
| 2 266 | - | - | - | - | - | - | - | - |

| 1793 | 1800 | 1806 | 1821 | 1831 | 1836 | 1841 | 1846 | 1851 |
| ---- | ---- | ---- | ---- | ---- | ---- | ---- | ---- | ---- |
| 167  | 157  | 172  | 222  | 222  | 183  | 193  | 196  | 175  |

| 1856 | 1861 | 1866 | 1872 | 1876 | 1881 | 1886 | 1891 | 1896 |
| ---- | ---- | ---- | ---- | ---- | ---- | ---- | ---- | ---- |
| 178  | 170  | 170  | 165  | 180  | 182  | 172  | 184  | 183  |

| 1901 | 1906 | 1911 | 1921 | 1926 | 1931 | 1936 | 1946 | 1954 |
| ---- | ---- | ---- | ---- | ---- | ---- | ---- | ---- | ---- |
| 180  | 187  | 170  | 152  | 163  | 132  | 155  | 152  | 157  |

| 1962 | 1968 | - | - | - | - | - | - | - |
| ---- | ---- | - | - | - | - | - | - | - |
| 141  | 119  | - | - | - | - | - | - | - |

| 1793 | 1800 | 1806 | 1821 | 1831 | 1836 | 1841 | 1846 | 1851 |
| ---- | ---- | ---- | ---- | ---- | ---- | ---- | ---- | ---- |
| 162  | 175  | 202  | 218  | 352  | 305  | 303  | 251  | 220  |

| 1856 | 1861 | 1866 | 1872 | 1876 | 1881 | 1886 | 1891 | 1896 |
| ---- | ---- | ---- | ---- | ---- | ---- | ---- | ---- | ---- |
| 212  | 234  | 216  | 209  | 206  | 192  | 182  | 195  | 166  |

| 1901 | 1906 | 1911 | 1921 | 1926 | 1931 | 1936 | 1946 | 1954 |
| ---- | ---- | ---- | ---- | ---- | ---- | ---- | ---- | ---- |
| 179  | 181  | 167  | 142  | 163  | 167  | 151  | 159  | 131  |

| 1962 | 1968 | - | - | - | - | - | - | - |
| ---- | ---- | - | - | - | - | - | - | - |
| 132  | 119  | - | - | - | - | - | - | - |

### Enseignement
Saint-Amand dispose d'une école maternelle et d'une école élémentaire publiques.

## Économie
Un parc de six éoliennes est entré en service en 2011. L'une de ces éoliennes est située sur le territoire de Lamberville, les cinq autres sur Saint-Amand,.

## Culture locale et patrimoine

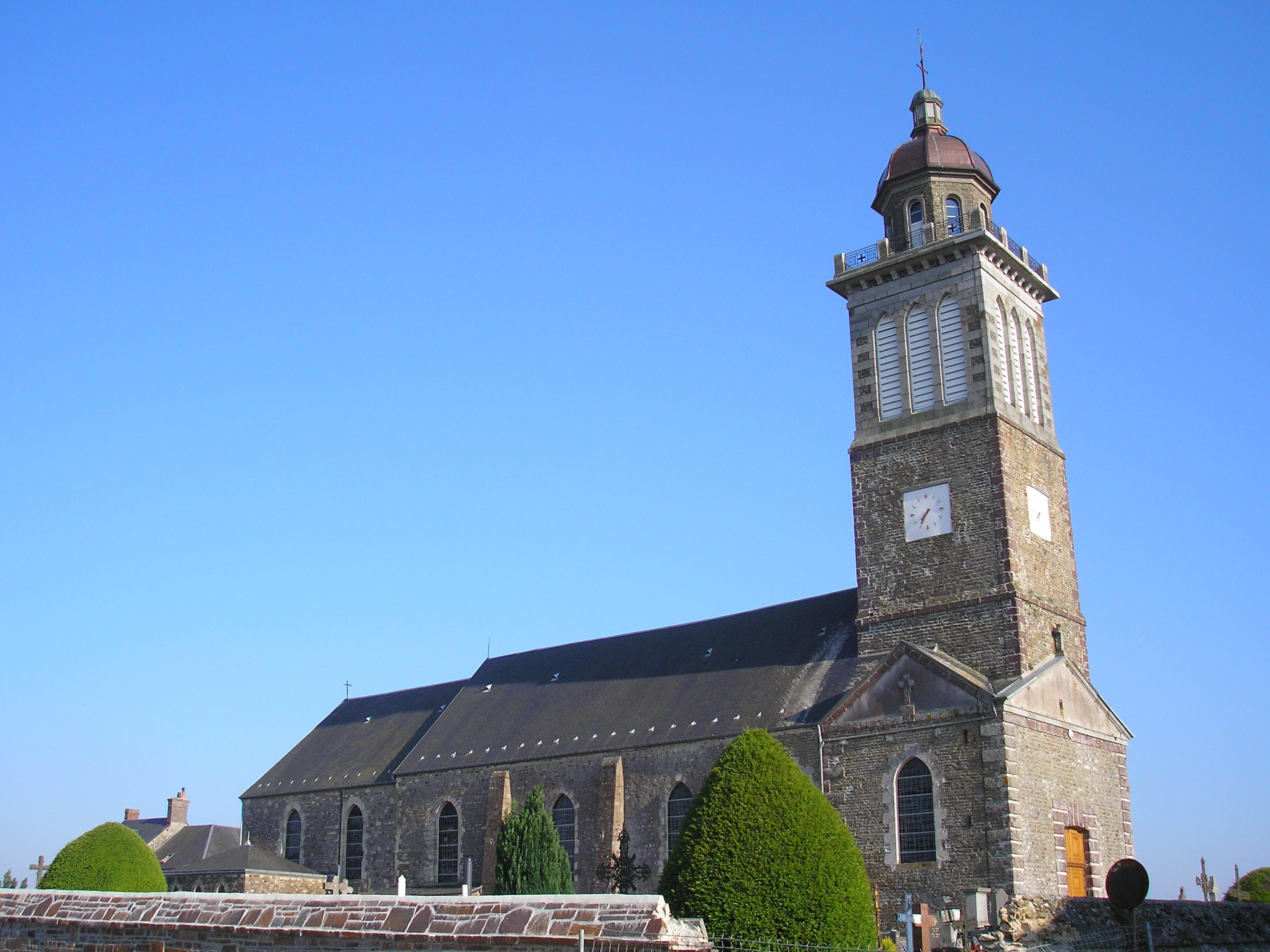
L'église Saint-Amand.

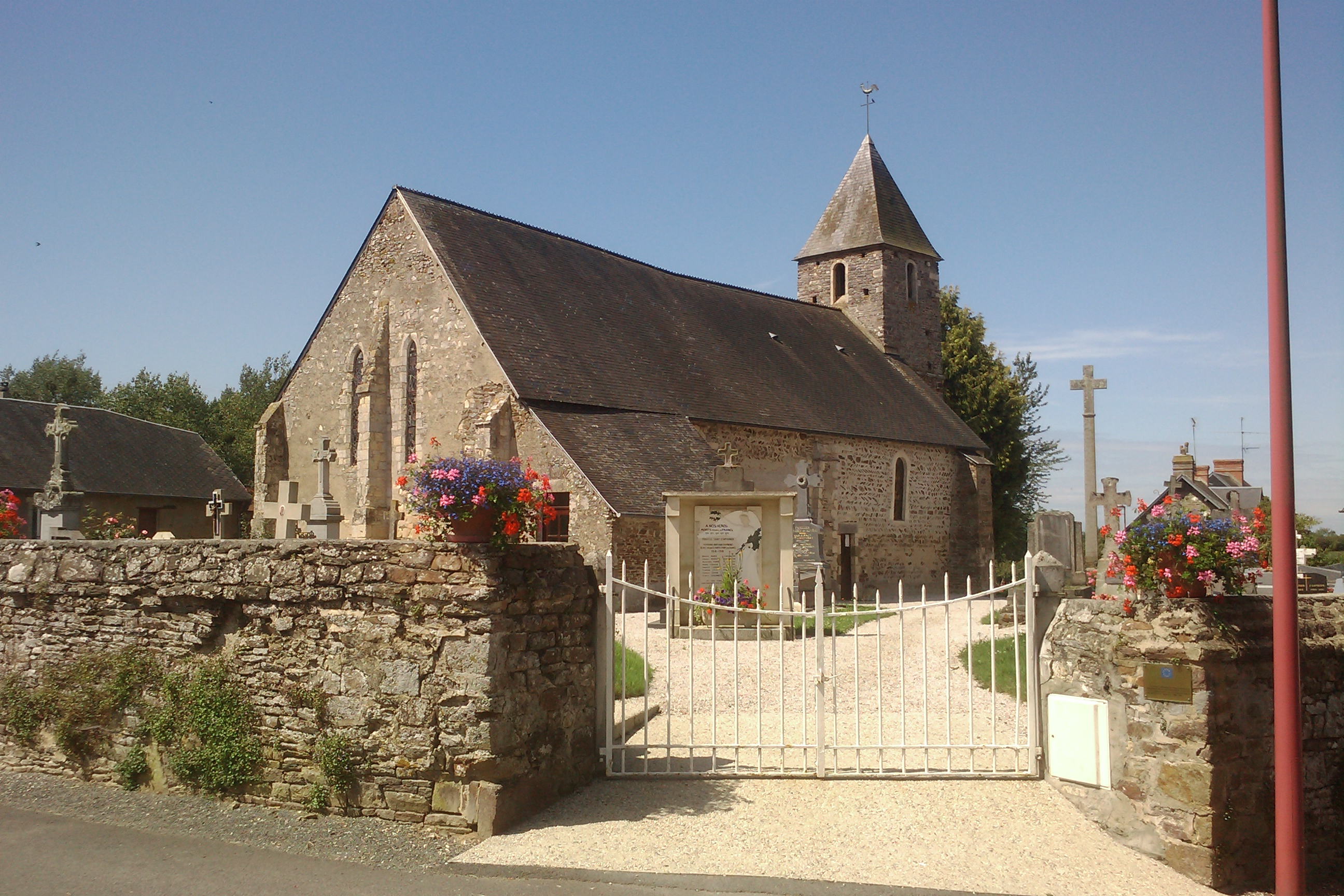
L'église de Saint-Symphorien.

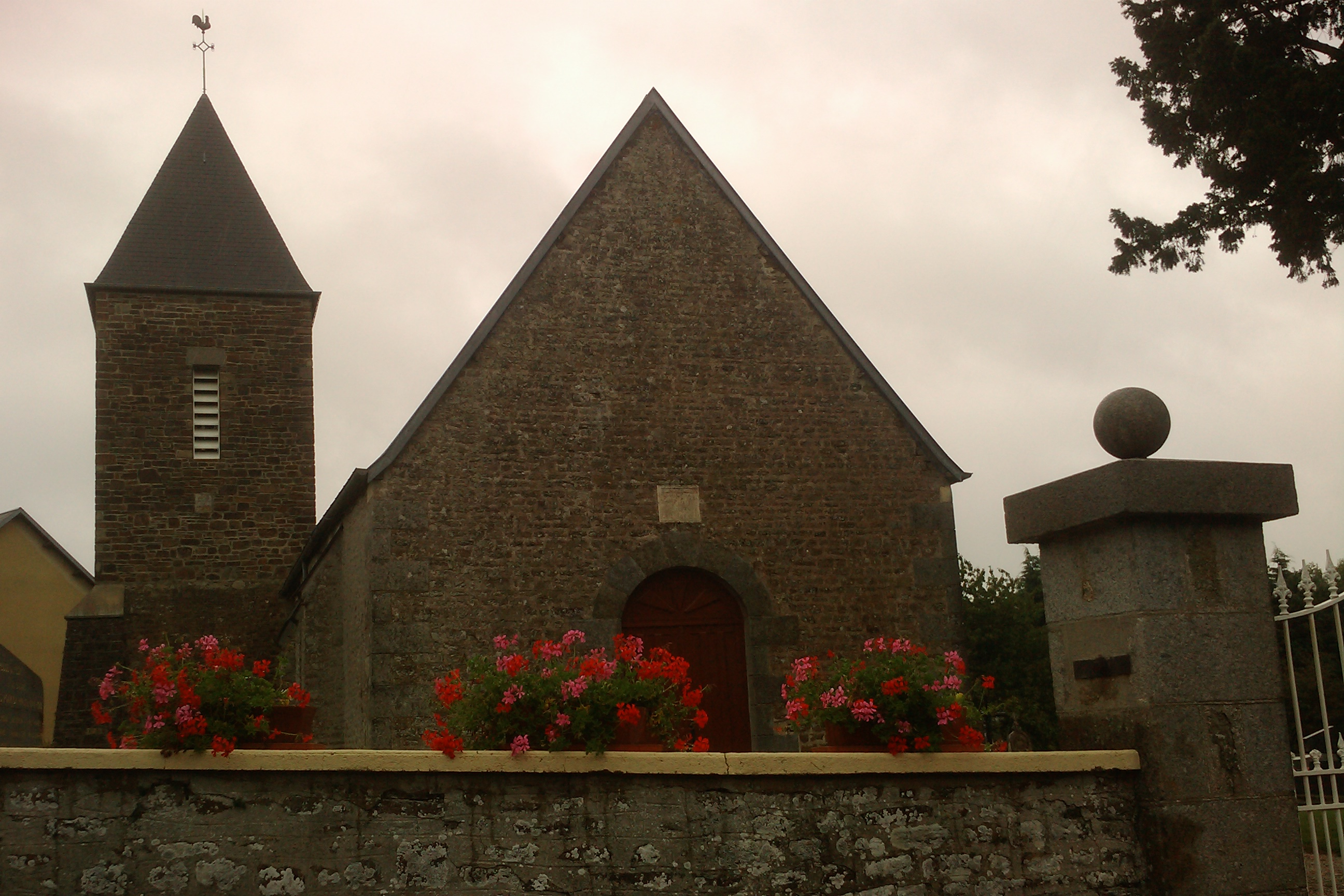
L'église de La Chapelle-du-Fest.

### Lieux et monuments
Saint-Amand possède un monument historique immobilier : l'église Saint-Symphorien de Saint-Symphorien-les-Buttes (XIe siècle) romane, inscrite au titre des monuments historiques.
Autres édifices remarquables : 
- l'église Saint-Amand des XIIe XVIIIe – XIXe siècles avec son clocher couvert en cuivre. Très endommagée en 1944 elle a été restaurée par l'architecte G. H. Bouzou. Elle abrite un christ en croix du XIVe classé au titre objet aux monuments historiques[25], ainsi qu'un Chemin de croix du XXe de R. et M. Guinard et une verrière du XXe de Lecomte[14]. Le duc de Normandie, Robert le Magnifique, qui possédait le patronage de l'église la céda, en 1032, à l'abbaye de Cerisy-la-Forêt[14] ;
- le château de la Haute-Chèvre du XVIIIe siècle, possession des familles Grimaldi, puis Pérelle et Achard de Leluardière[14] ;
- l'église Notre-Dame de la Chapelle-du-Fest du XIXe siècle, rénovée en 2007 et if funéraire du cimetière ;
- le calvaire du cimetière du XXe siècle, de Haute-Chèvre du XXe siècle et Jean Pain du XIXe siècle ;
- l'oratoire Notre-Dame du XXe siècle ;
- le château des Branchis du XIXe siècle ;
- le manoir du Bois du XIXe siècle ;
- le manoir du Butel du XVIe siècle à Saint-Symphorien ;
- ruines de la maison d'Aubigny. La gentilhommière, attestée au milieu du XVIIIe siècle, a été abandonnée en 1903, et fut ruinée en 1944, et dès lors servit de carrière de pierres[26] ;
- fontaine Sainte-Marguerite.

### Héraldique
| Blason de Saint-Amand (Manche) | Blason  | Fuselé d'argent et de gueules. |
| Blason de Saint-Amand (Manche) | Détails |                                |